# Alpine F1 Team
Alpine F1 Team je francuska momčad Formule 1. Momčad je debitirala u Formuli 1 2021., nakon što je odlučeno da će se momčad Renault preimenovati u Alpine.

## Formula 1
Alpine se 1968. prvi put okušala u izradi bolida Formule 1. Odrađeno je nekoliko testiranja, ali bolid A350 nikada nije nastupio niti na jednoj utrci — Alpine je tada bila još malena tvrtka nedostatnih resursa, a Renaultov V8 koji je koristila na Le Mansu bio je daleko preslab spram novopredstavljenog Ford-Coswortha DFV, te nije bilo realne šanse za uspjeh.
Renault je još 2017. oživio svoj četvrt stoljeća hibernirani sportski brend Alpine, nakon čega je potpisan ugovor o tehnološkoj suradnji s Lotusom na razvoju električnih modela, a korporacija je odlučila Renaultovu momčad Formule 1 od 2021. preimenovati u Alpine, kako bi privukla više pozornosti na oživljeni brend. Šef Renaultove F1 momčadi Cyril Abiteboul, napustio je kompaniju nakon što je pet godina bio na čelu Renaultova F1 projekta. Abiteboul je trebao preuzeti novu ulogu unutar kompanije nakon promjene upravljačke strukture i promjene imena momčadi u Alpine, ali do toga nije došlo. Dotadašnji direktor strategije i poslovnoga razvoja Laurent Rossi, postao je novi izvršni direktor Alpinea, koji će se brinut za F1 momčad i ostale motorsport aktivnosti, te izravno odgovarati Renaultovom izvršnom direktoru Luci de Meu. Bivši Suzukijev šef MotoGP momčadi Davide Brivio, postao je novi trkaći direktor Alpineove F1 momčadi. Dana 8. srpnja 2020. službeno je objavljeno da se dvostruki svjetski prvak iz 2005. i 2006. - Fernando Alonso, nakon dvije godine pauze, vraća u Formulu 1 u momčad Alpine, umjesto Daniela Ricciarda koji je prešao u McLaren. Alonsov momčadski kolega bit će Esteban Ocon koji je 2020. vozio za Renault.

## Vanjske poveznice
- Alpine Cars  Arhivirana inačica izvorne stranice od 23. veljače 2021. (Wayback Machine) - Službena stranica (eng.)
- Alpine - Stats F1